# Congerville
Congerville és una població dels Estats Units a l'estat d'Illinois. Segons el cens del 2000 tenia 466 habitants.

## Demografia
Segons el cens del 2000, Congerville tenia 466 habitants, 163 habitatges, i 131 famílies. La densitat de població era de 236,7 habitants/km².
Dels 163 habitatges en un 37,4% hi vivien nens de menys de 18 anys, en un 74,2% hi vivien parelles casades, en un 2,5% dones solteres, i en un 19,6% no eren unitats familiars. En el 17,2% dels habitatges hi vivien persones soles el 4,9% de les quals corresponia a persones de 65 anys o més que vivien soles. El nombre mitjà de persones vivint en cada habitatge era de 2,86 i el nombre mitjà de persones que vivien en cada família era de 3,27.
Per edats la població es repartia de la següent manera: un 28,5% tenia menys de 18 anys, un 11,8% entre 18 i 24, un 30,3% entre 25 i 44, un 19,1% de 45 a 60 i un 10,3% 65 anys o més.
L'edat mediana era de 30 anys. Per cada 100 dones de 18 o més anys hi havia 104,3 homes.
La renda mediana per habitatge era de 51.786 $ i la renda mediana per família de 60.313 $. Els homes tenien una renda mediana de 45.673 $ mentre que les dones 25.132 $. La renda per capita de la població era de 20.795 $. Cap de les famílies i el 0,7% de la població estaven per davall del llindar de pobresa.

## Poblacions més properes
El següent diagrama mostra les poblacions més properes.